# Sadoc
Sadoc (AFI: /saˈdɔk/; in ebraico צדוק, Tzadok, "Giusto" o "Virtuoso"; in greco Σαδώκ, Sadṓk; in latino Sadoc; fl. X secolo a.C.) fu un sacerdote ebraico discendente da Eleazaro, figlio di Aronne.
Egli aiutò il re Davide durante la rivolta del figlio Assalonne e fu quindi determinante nel portare al trono il re Salomone. Dopo che Salomone ebbe eretto il Tempio di Gerusalemme, Sadoc ne fu il primo Sommo sacerdote.
Il profeta Ezechiele loda i figli di Sadoc come strenui oppositori del paganesimo durante il periodo del culto verso dei stranieri ed indica i loro diritti ereditari e privilegi come unici nel futuro tempio.

## Bibbia ebraica
Sadoc discendeva in linea paterna da Eleazaro (o Lazzaro), figlio di Aronne, il primo sommo sacerdote. La relazione con Sadoc è presentata nella discendenza di Esdra come la nona generazione, in linea paterna diretta, discendente da Fineas, figlio di Eleazaro.
(Esdra, 7:1-4)
In ordine cronologico Sadoc è citato per la prima volta come sostenitore di Davide a Hebron.  Durante la ribellione di Assalonne, viene citato Sadoc, che, portando con sé l'Arca dell'Alleanza insieme ai Leviti, voleva accompagnare il fuggitivo Davide; il re li convinse a rimanere a Gerusalemme, ove gli sarebbero stati più utili, cosi effettivamente capitò che Achimaaz, il figlio di Sadoc, insieme a Gionata, figlio di Abiatar, portassero al re fuggitivo un messaggio che gli salvò la vita.
Sia Sadoc sia Abiatar si alternarono in Gerusalemme, durante il frettoloso esilio di re Davide, nella funzione di Sommo sacerdote. Ma quando re Davide chiese consiglio ad Urim e Tummim tramite Abiatar, non ebbe la risposta divina, il che portò alle dimissioni di Abiatar dalla funzione di Sommo sacerdote. Successivamente, quando Adonia si adoperò per succedere in trono a Davide, Abiatar si schierò dalla sua parte, Salomone, figlio di Davide, lo espulse da Gerusalemme e rafforzò l'alto ministero sacerdotale di Sadoc, che, insieme a Natan il profeta, sostenne l'ascesa al trono di Salomone.

### Unzione di Salomone

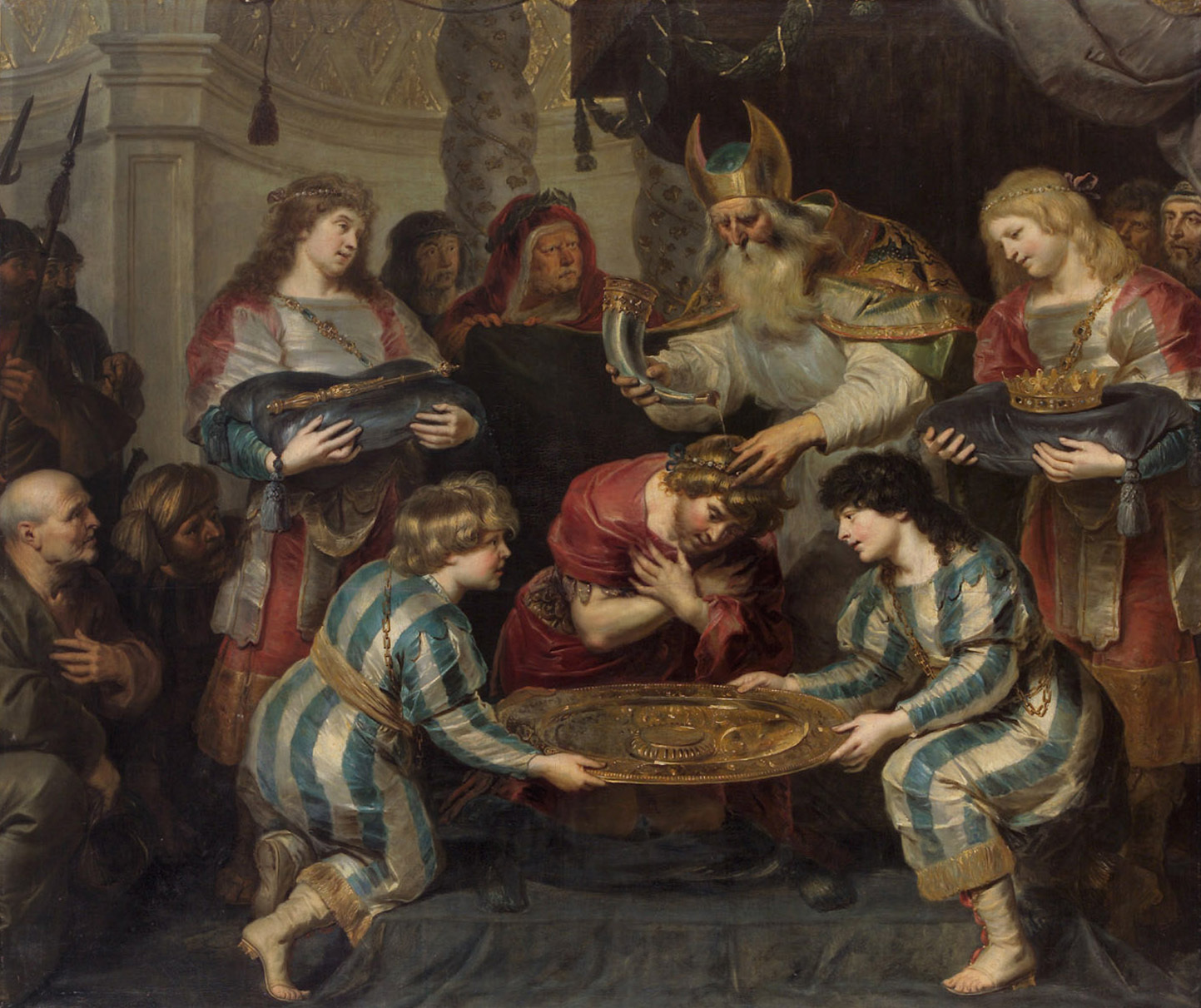
L'unzione di Salomone di Cornelis de Vos.

Secondo il I Libro dei Re 1:39, Sadoc officiò la funzione di unzione di Salomone come re.

## I rotoli del Mar Morto
I manoscritti del Mar Morto prevedono un ruolo centrale per i figli del sacerdote Sadoc all'interno della comunità; il Maestro di Giustizia (Moreh Zedek), citato come fondatore potrebbe puntare ai sadochiti, mentre la frase «Essere come uno che segue la Legge e [condivide] benessere e riconciliazione [basato sulla] con la bocca dei figli di Sadoc, il contraente dell'alleanza.» dal documento della Regola della Comunità, suggerisce che i capi della medesima fossero figli di Sadoc.

## Nella letteratura rabbinica
I commentatori rabbinici spiegano che la continuità del gran sacerdozio è proposta ai discendenti di Fileas da questi noti versetti. Secondo alcuni commentatori rabbinici Fineas peccò a causa della sua mancata disponibilità a perseguire l'istruzione sulla Torah alle masse ai tempi che condussero alla battaglia di Gibeah.  Inoltre egli mancò nell'individuare la necessità di sciogliere Jefte dal suo voto. Di conseguenza il sommo sacerdozio gli venne tolto e dato alle generazioni di Itamar, sostanzialmente Eli ed i suoi figli.

### Transizione sacerdotale
Dopo il peccato dei figli di Eli, Ofni e Finehas, comparve ad Eli un uomo che gli profetizzò la perdita, per le sue generazioni future, del sommo sacerdozio:
(I Libro di Samuele, 2: 35-36)
Numerosi studiosi indicano che Sadoc era il soggetto della profezia quando Sadoc della progenie di Eleazaro venne infine nominato sommo sacerdote.
Sadoc, come discendente in linea paterna da Fineas (figlio di Eleazar) recuperò il sommo sacerdozio. I suoi figli, Aimaaz e Azariah, tennero il sommo sacerdozio, seguiti dai loro discendenti fino alla distruzione del Primo Tempio di Gerusalemme e, seguendo la costruzione del Secondo Tempio, ripresero la carica con Giosuè il Gran Sacerdote, appartenendo alla linea sadochita.
Il tentativo di tracciare una genealogia risalendo fino ad Eleazaro, il terzo figlio di Aronne, in contrapposizione ad Abiatar, suo contemporaneo e collega, che era visto come discendente di Eli e considerato membro del casato di Ithamar, fu compiuto dal Cronista (I Cronache, 5: 30-34) assumendo come preminenti gli Sadoc sui discendenti di Eli. All'inizio egli venne associato ad Abiatar ed a suo figlio. È stata di conseguenza avanzata l'ipotesi che Sadoc officiasse nel Tabernacolo di Gibeon. Tale suddivisione di funzioni appere piuttosto dubbia comunque ed è più plausibile supporre che Sadoc abbia raggiunto gradualmente la parità di rango con i successori di Eli, grazie alla buona fortuna nell'ottenere i favori di Davide.
Secondo il I Libro delle Cronache, un certo Sadoc, come giovane uomo, era stato uno di quelli che raggiunsero Davide ad Hebron e lo aiutarono a conquistare la corona su tutto Israele, con la corte che ora comprendeva ventidue capitani, e Flavio Giuseppe identifica espressamente tale Sadoc con l'omonimo Gran sacerdote.
Soppressa la rivolta il re inviò Sadoc ed Abiatar dagli anziani di Giuda, sollecitandoli ad affrettarsi a far rientrare il re in patria Sadoc manifestò ancora una volta la sua fedeltà al re, allorché sposò la causa di Salomone contro Adonia.
Nella sua narrazione Flavio Giuseppe sostiene che Sadoc era un appartenente al casato di Fineas e quindi discendente di Eleazaro.

## La dinastia dei sadochiti
Le date storiche mostrano che il Sommo sacerdozio rimase alla schiatta di sadochiti dal tempo di Sadoc, fino al sorgere dei Maccabei, verso il 167 a.C.. I discendenti di Sadoc crebbero in rango ed influenza, cosicché suo figlio Azaria fu uno dei dignitari di Salomone ed Aimaaz, che sposò una figlia di Salomone, Bosmat, era probabilmente un altro dei figli di Sadoc. O Sadoc stesso o suo nipote era il capo dei preti Aronnidi e Jerusha, madre di Jotham, è apparentemente definita figlia di Sadoc per sottolinearne il nobile lignaggio, poiché il padre può essere stato un discendente del primo Sadoc,
Un Sadoc è anche citato nella genealogia di Giuseppe, il padre putativo di Gesù.
Un Rabbi Zadok è citato nel  Talmud (Bavli Gittin 56B) come salvato da Yohanan ben Zakkai, quando ebbe rapporti con Vespasiano.
Il casato di Sadoc detenne il sommo sacerdozio per gran parte del periodo del Secondo Tempio, da Jehoshua ben Jehozadak dopo l'esilio, giù fino a Simone II, al suo figlio più anziano Onias III e all'emergente figlio cadetto Giasone (o Giosuè), che introdusse il programma di ellenizzazione, che condusse infine alla rivolta dei Maccabei.
Flavio Giuseppe scrive che Onias IV andò a Leontopolis nel nomo di Eliopoli con un seguito significativo e allo scopo di fornire aiuto militare al faraone tolemaico; gli venne assegnata terra per erigere un tempio che rivaleggiasse con quello di Gerusalemme (sebbene Flavio Giuseppe ascriva anche questo ad Onias III, mentre la datazione suggerisce che il progetto fosse di Onias II). È stato anche ipotizzato che Onias o membri del suo casato sadochita possano aver fondato la comunità a Qumran.

### Legame con i Sadducei
Il popolare fondatore dell'ebraismo riformato, Abraham Geiger, riteneva che la setta giudaica dei Sadducei prendesse il nome da Sadoc, con i capi proposti della setta i discendenti del medesimo.
Comunque, in base alle fonti chazaliche, le origini dei Sadducei furono contemporanee a quelle del gruppo Boethusiano, con i loro fondatori, Sadoc e Boethus, entrambi studenti dell'Antigono di Sokho, che precedette l'era Zugot durante il periodo del Secondo Tempio (Avoth deRabbi Nathan, 5:2).
La letteratura chazalica tenne una visione fioca sia dei gruppi sadducei che di quelli boethusiani, non solo a causa del loro approccio, percepito come spensierato, di attenersi alla Torah scritta ed a quella orale, ma anche a causa dei loro tentativi di persuadere la gente comune a passare nei loro ranghi (Sifre al Deuteronomio).
Mosè Maimonide, nel suo trattato Pirkei Avot, Vede i sadducei come Gonvei Da'at ("Ladri di conoscenza") della grande nazione giudaica e dei negatori intenzionali della interpretazione chazalica della Torah (Torah Shebal Peh Rambam to Avoth, cap. 2). Parimenti, nel suo trattato Mishneh Torah, il Ramban  definisce I Sadducei come «…danneggianti Israele e cause dell'abbandono, da parte della nazione, del seguire Iddio» (Hilchoth Avodah Zarah, 10:2).

## Altre teorie
Si è anche immaginato che, poiché Sadoc non compare del testo di Samuele fino a dopo la conquista di Gerusalemme, egli fosse in realtà un sacerdote gebuseo cooptato nella religione nazionale israeliana.
Il professore della Harvard Divinity School, Frank Moore Cross chiama questa l'"ipotesi gebusea", la critica ampiamente, ma la definisce come punto di vista dominante fra gli studiosi contemporanei, in Canaanite Myth and Hebrew Epic: Essays in the History of the Religion of Israel.
Ulteriore sostegno all'"ipotesi gebusea" può venire dalla partecipazione di Sadoc nella cospirazione fra i nativi Gerusalemiti (cioè, Gebusei), comprendenti Natan e Batsheba, che soppiantarono l'anziano erede non-Gerusalemita al trono di re Davide, Adonia, in favore del figlio di Betsabea, Salomone, sottraendo così trono e successione a favore del partito dei cospiratori.
Altrove nella Bibbia i Gebusei sono descritti in modo tale da suggerire che essi rendessero il culto allo stesso Dio degli israeliti, nel caso di Melchisedek. Ulteriore sostegno a questa teoria proviene dal fatto che altri Gebusei o residenti della Gerusalemme pre-israelitica portavano nomi che evocavano il principio o il dio Zedek (Tzedek, vedi ad esempio Mechizedec e Adonizedek). Secondo questa teoria la linea di Aronne attribuita a Sadoc è un'interpolazione tardiva ed anacronistica.